# Toloella eximia
Genre
Espèce
Toloella eximia, unique représentant du genre Toloella, est une espèce d'araignées aranéomorphes de la famille des Salticidae.

## Distribution
Cette espèce est endémique du Panama.

## Description
Le mâle holotype mesure 2,56 mm et la femelle paratype 3,20 mm.

## Publication originale
- Chickering, 1946 : The Salticidae of Panama. Bulletin of the Museum of. Comparative Zoology, vol. 97, p. 1-474 (texte intégral).